# De Belgische Vakbeweging
De Belgische Vakbeweging was een Belgisch tijdschrift dat maandelijks verscheen en uitgegeven werd door de Syndikale Kommissie (SK) van de Belgische Werkliedenpartij (BWP) in het interbellum. In Franstalig België verscheen het blad onder de naam Le Mouvement Syndical Belge.

## Geschiedenis
Het mededelingsblad was de opvolger van het Korrespondentieblad dat werd uitgegeven door de Syndikale Kommissie (SK) voor het uitbreken van de Eerste Wereldoorlog. Het eerste nummer verscheen in december 1918. Aanvankelijk werd het ledenblad tweewekelijks uitgegeven, maar later (1928) werd dit herleid tot één editie per maand. 
In De Belgische Vakbeweging werd voornamelijk geïnformeerd over de interne werking van de SK. Doch was er ook ruimte voor de mening van de SK over binnen- buitenlandse nieuwsfeiten. De redactie werd onder meer bevolkt door Hendrik de Man, Arthur Jauniaux en Joseph Bondas.
Na de omvorming van de Syndikale Kommissie (SK) tot het Belgisch Vakverbond (BVV) in 1937 werd de titel van het ledenblad behouden. De laatste editie verscheen in maart 1940, kort voor de Achttiendaagse Veldtocht (mei 1940, Duitse bezetting van België) tijdens de Tweede Wereldoorlog.
Na afloop van WOII werd de publicatie verdergezet onder de titel De Nieuwe Werker.

## Bijlage's
Het blad had twee bijlages:
- Arbeid en Recht (fr: Travail et Droit) verscheen vanaf 1930. In de begin periode (tot 1935) verschenen er vier edities per jaar, later werden dit er zes.
- De Jeugd en de Vakbeweging (fr: La Jeunesse et le Mouvement Syndical) verscheen op onregelmatige basis vanaf 1933. De bijlage werd stopgezet in 1936.